# David Fanto
David Fanto (4. června 1852 Holíč – 27. května 1920 Vídeň) byl rakousko-uherský podnikatel a průmyslník židovského původu podnikající v chemickém průmyslu. Jím roku 1889 založená chemička v Pardubicích (pozdější PARAMO) se stala jedním z největších chemických továrních provozů Rakouska-Uherska.

## Život
Narodil se v Holíči (na území pozdějšího severozápadního Slovenska) do židovské rodiny Abrahama Fanto a jeho ženy Lotty, rozené Brüchové. Posléze se přesunul do Vídně, kde začal obchodovat s papírem. Rozvíjející se podnikání se v 80. letech 19. století rozhodl rozšířit o impregnaci papíru.
Za tímto účelem začala jeho firma jednat s městem Pardubice o stavbě rozsáhlé chemické továrny, nedaleko městského nádraží s významným železničním uzlem a v blízkosti velkého toku, Labe. Roku 1889 zde založil společnost Pardubitzer Mineralölraffinerie (Pardubická rafinerie minerálních olejů), která v následujících letech nadále rostla a rozšiřovala svou výrobu také o produkci svíček, parafínu, strojových olejů či nerostných tuků. Přes počáteční protesty místních obyvatel o zdravotní dopady provozu se závod se posléze rozrostl na jednu z největších chemických továren v monarchii: v době největšího rozmachu zaměstnávala až 550 lidí, disponovala 14 transportními říčnimi loďmi, hojně vyvážela do zahraničí a stala se největším zaměstnavatelem v Pardubicích. Roku 1907 byla firma přeměněna v akciovou společnost, ve které Fanto zastával pozici prezidenta. Firma se zaměřovala rovněž na dovoz ropy z oblasti Kaspického moře, posléze začala sama podnikat těžební činnost a zřídila tři ropné vrty u Boryslavi v Haliči. V době první světové války se firma dostala do úpadku kvůli klesající poptávce i protestům proti znečišťování životního prostředí.
Fanto se oženil Giselou Goldsteinovou, se kterou počali dvě dcery a jednoho syna. Se svou rodinou žil ve Vídni, pro svou rodinu zde nechal roku 1917 vystavět rodinný dům Fanto-Palast na náměstí Schwarzenbergplatz, rodina vlastnila rovněž zámek Pottenbrunn nedaleko St. Pöltenu.

### Úmrtí
David Fanto zemřel 27. května 1920 ve Vídni v 67 letech. Pohřben byl na vídeňském hřbitově Döbling.
Firma FANTO nadále pokračovala ve svém provozu a rozvoji, ve 20. letech 20. století se ekonomicky vzmohla a následně se stala jedním z hlavních zřizovatelů čerpacích stanic v nově vzniklém Československu, pro kterou tvořil návrhy budov pump například také pardubický architekt Josef Gočár.